# Tom Clancy’s Ghost Recon Wildlands
Tom Clancy’s Ghost Recon Wildlands — компьютерная игра в жанре тактический шутер, разработанная Ubisoft Paris. Она была анонсирована на E3 2015 года. Это первая игра с открытым миром во франшизе Ghost Recon.
Игра отходит от футуристического сеттинга, представленного в предыдущих частях. Wildlands получила смешанные оценки от критиков. Продолжение Tom Clancy’s Ghost Recon Breakpoint было выпущено 4 октября 2019 года.

## Сюжет

Логотип игры

Действие игры разворачивается в Боливии в июле 2019 года. Ситуация в стране становится всё более нестабильной, поскольку мексиканский наркокартель Санта-Бланка получает контроль над несколькими регионами государства. Возглавляемый жестоким и религиозным Мечтателем, картель набирает силу и влияние внутри страны и за её пределами, превращая Боливию в крупнейшего в мире производителя кокаина. Пытаясь противостоять вооружённой оккупации Санта-Бланки, правительство Боливии создаёт Ла Юнидад, элитную группу спецназа, которой поручено бороться с Картелем. Обе фракции в конечном итоге заключают перемирие, чтобы предотвратить новое кровопролитие после нескольких месяцев жестоких боёв, Агент Управления по борьбе с наркотиками Рикардо «Рики» Сандовал отправляется под прикрытием в Санта-Бланку в рамках совместной операции с ЦРУ по сбору разведданных о картеле, где работал на самого Мечтателя. Соединённые Штаты отправляют элитный спецотряд «Призраки» после бомбёжки американского посольства в Ла-Пасе и казни Сандовала.
Боевая группа «Призраки» направляется в Боливию в рамках операции «Цареубийца» (англ. Kingslayer). Команда состоит из командира группы и стрелка поддержки Номада, специалиста по транспортным средствам и штурмовикам Мидаса, хакера и инженера-тактика Холта и снайпера Уивера. Операцию координировала Карен Боуман, офицер ЦРУ и близкий друг Сандовала. Они встречают Пака Катари, лидера Катарис 26, единственного сопротивления Санта-Бланке. Катари просит спасти Амару, идеолога сопротивления.
«Призраки» нападают на предприятия по производству наркотиков, срывают операции по контрабанде, дискредитируют картель в глазах коррумпированных политиков, разжигая конфликт между высокопоставленными лицами картеля. Команде удаётся схватить или убить подчинённых Мечтателя. Глава картеля связывается с командой и заманивает их на встречу, чтобы встретиться лицом к лицу. «Призраки» соглашаются, но не находят Мечтателя в оговорённом месте. Он звонит по телефону и предлагает им работу на него. Команда отказывается.
По ходу операции команда собирает аудиозаписи агента Сандовала. Забрав тело Рики у картеля, Мечтатель снова связывается с «Призраками» с целью включить им запись признания Сандовала, где он признаётся во взрыве посольства, для того, чтобы Соединённых Штаты были вынуждены вмешаться в дела Боливии.
После уничтожения половины инфраструктуры картеля Пак Катари утверждает, что его люди обнаружили местоположение Мечтателя. Прибыв на место, команда находит тело Амару. Не имея возможности связаться с Боуман, они обнаруживают, что она захвачена Катари 26. Пак Катари сказал, что повстанцы должны сами убить лидера картеля, чтобы их не считали марионетками Соединённых Штатов. Призраки спасают Боуман и едут к мавзолею Мечтателя, чтобы схватить его. По прибытии «Призраки» и Боуман окружают лидера картеля, обезглавившего Катари. Несмотря на то, что он сдался, Боуман звонит своему начальству и сообщает, что Мечтатель заключил сделку с Министерством юстиции, чтобы выдать глав других наркокартелей в обмен на неприкосновенность и защиту.
Конец сюжета зависит от игрока. Если команда зачистила не все регионы, Боуман убьёт Мечтателя, что приведёт к её аресту. В каноничном финале Боуман берёт Мечтателя под арест. Он предоставляет ей дополнительную информацию о других наркокартелях, террористических группах и контрабандистах оружия. Боуман считает, что Мечтателя либо экстрадируют в Мексику, либо он освободится и создаст новый наркокартель, начав цикл заново.

## Геймплей
Tom Clancy’s Ghost Recon Wildlands — тактический шутер в открытом мире с видом от третьего лица с опциональным видом от первого лица во время прицеливания оружия. Игроки берут на себя роль «Призраков», вымышленной элитной группы для специальных операций. В игре есть кооперативный и многопользовательский режимы, в котором к игрокам могут присоединиться до трёх других пользователей. Однопользовательская игра также присутствует, однако игрок будет сопровождаться тремя напарниками, управляемыми ИИ, им можно отдавать приказы.
Первая игра в серии с открытым миром, который состоит из девяти различных типов местности, таких как: горы, леса, пустыни, соляные равнины. В ней также есть динамическая погодная система и смена дня и ночи. Выполнение заданий в дневное время позволяет игрокам легче обнаружить врагов, а ночью — тактическое преимущество. В отличие от своих предшественников, в Wildlands есть несколько побочных миссий.
При выполнении заданий игроки могут добраться до места назначения различными способами, например, прыгнуть с парашютом с вертолёта или приехать на машине. В Wildlands имеются аванпосты, которые игрокам предстоит захватить. Персонажи могут хватать врагов на близком расстоянии одной рукой для защиты в качестве живого щита, а другой стрелять. Игроки также получают очки опыта для повышения уровня. В игре есть редактор персонажа, где можно настроить внешность протагониста. Оружие и снаряжение также модернизируются. По словам разработчиков, искусственный интеллект в игре не имеет сценария и обладает «собственными мотивами и планами».

## Разработка
Разработка игры началась в 2012 году, впервые она была официально показана в конце пресс-конференции Ubisoft E3 2015. Компания также утверждала, что Wildlands будет включать в себя самый большой открытый мир, который когда-либо она создавала. Для игры была использована модифицированная версия движка AnvilNext с поддержкой больших открытых миров. В ходе визита в Боливию группа разработчиков наладила сотрудничество с местными военными и посетила вместе с ними джунгли.

### Дополнительные материалы
7 марта 2017 года вышла книга о событиях до игры Ghost Recon Wildlands: Dark Waters. В августе 2018 она была выпущена в России.
Ubisoft выпустила 30-минутный фильм под названием Ghost Recon Wildlands: War Within the Cartel 16 февраля 2017 года.
14 декабря 2017 года Ubisoft выпустила дополнение Jungle Storm, где пользователи получат доступ к испытанию Predator (Хищник). Таким образом Ubisoft отметила тридцатилетний юбилей со дня премьеры фильма Predator.

## Реакция
В марте 2017 года боливийское правительство выразило недовольство по поводу изображения своей страны в игре в качестве наркогосударства, в котором процветает насилие, и подало официальную жалобу в посольство Франции в Ла-Пасе. Министр внутренних дел Боливии Карлос Ромеро заявил, что страна оставляет за собой право подать судебный иск. Отвечая на претензии боливийских властей, компания Ubisoft сделала через агентство Reuters заявление, в котором игра была названа «художественным вымыслом», наподобие фильмов или телесериалов, а выбор Боливии как места действия объяснялся «великолепными ландшафтами и богатой культурой»; при этом разработчики подчеркнули, что стремятся точно воспроизвести в игре «чудесный рельеф» Боливии.

## Отзывы
| Сводный рейтинг       | Сводный рейтинг                                 |
| Агрегатор             | Оценка                                          |
| --------------------- | ----------------------------------------------- |
| GameRankings          | - (PC) 67,09 % - (PS4) 71,50 % - (XONE) 73,44 % |
| Metacritic            | (PC) 70/100 (PS4) 73/100 (XONE) 78/100          |
| Иноязычные издания    |                                                 |
| Издание               | Оценка                                          |
| EGM                   | 7/10                                            |
| Game Informer         | 8,25/10                                         |
| GameRevolution        | [ 26 ]                                          |
| GameSpot              | 7/10                                            |
| GamesRadar+           | [ 28 ]                                          |
| IGN                   | 7,9/10                                          |
| PC Gamer (US)         | 67/100                                          |
| VideoGamer            | 6/10                                            |
| Русскоязычные издания |                                                 |
| Издание               | Оценка                                          |
| 3DNews                | 7/10                                            |
| PlayGround.ru         | 7,5/10                                          |
| Riot Pixels           | 56 %                                            |
| «Игромания»           | 7/10                                            |
| «Игры Mail.ru»        | 8,5/10                                          |
| «Канобу»              | 6/10                                            |
| Stopgame.ru           | Проходняк                                       |
| Gameguru.ru           | 8/10                                            |

Первоначальный приём игры был положительным, и критики утверждали, что открытый дизайн игры отклонился от типичной формулы open-world от Ubisoft. После показа игры на E3 2015, некоторые критики назвали это анонсом одного из самых удивительных открытий во время E3. Игра была номинирована на IGN’s E3 2015 Game of the Show, Лучшая игра PlayStation 4, лучшая игра Xbox One и лучшая ПК игра, а также получила одну из главных наград GameSpot E3 2015. Игра была названа лучшим кооперативом и лучшим шутером по версии Game Informer в номинации Best of E3 2015. На сайте Metacritic рейтинг критиков колеблется в диапазоне от 70 до 78 баллов, что соответствует «в основном положительным» отзывам.